# Asplenium heteromorphum
Asplenium heteromorphum är en svartbräkenväxtart som beskrevs av Cornelis Rugier Willem Karel van Alderwerelt van Rosenburgh. Asplenium heteromorphum ingår i släktet Asplenium och familjen Aspleniaceae. Inga underarter finns listade.